# Бета Пегаса
Бета Пегаса (β Peg, β Pegasi, Шеат) — красный яркий гигант в созвездии Пегаса. Имеет историческое название Шеат, происходит от арабского сак — «колено» или от са’ад — «плечо». Её не нужно путать с Дельта Водолея, которая помимо традиционного названия Скат, также имеет такое же название. Входит в астеризм Большой квадрат.
Среди ярких звёзд Шеат имеет весьма небольшую температуру поверхности (3700 K), и по всем признакам относится к красным гигантам, радиус звезды составляет чуть меньше 100 солнечных. Шеат также является неправильной переменной звездой, его звёздная величина меняется от +2,31m до +2,74m по непредсказуемому закону, что, скорее всего, связано с пульсациями звезды, а также с тем, что она окружена газовой оболочкой, созданной мощнейшим звёздным ветром, истекающим со звёзды.
На угловом расстоянии 242,55 угловых секунд, находится возможный компаньон, который имеет видимую звёздную величину +10,33m.